# HD suisse
HD suisse est le nom de la chaîne en haute définition de la SRG SSR idée suisse diffusée du 3 décembre 2007 au 31 janvier 2012. Il s'agissait de la 8e chaîne lancée par le service public suisse.

## La chaîne
La chaîne a démarré le 3 décembre 2007 à 10 heures. Elle était diffusée par satellite sous forme cryptée (accessible avec la carte SatAccess et sans frais supplémentaire). Elle était également disponible via les offres numériques des téléréseaux (dans le bouquet de base gratuit) et sur la ligne téléphonique via Swisscom TV. Le projet original prévoyait la possibilité de diffuser des plages en clair sur le satellite, mais les questions relatives aux droits d'auteur ne permettaient pas ce type de diffusion.
La chaîne était commune à la Schweizer Fernsehen, la Radio Télévision suisse, la Radiotelevisione svizzera di lingua italiana et la Televisiun Rumantscha. Chaque unité d'entreprise de la SSR possédait au moins un jour dédié dans la grille des programmes.
HD suisse, de par sa spécificité, diffusait, dans la mesure du possible, dans les quatre principales langues nationales, plus éventuellement la version originale pour certains programmes ou le son d'ambiance pour les retransmissions sportives. Dans les faits, en dehors du sport ou de certains évènements, il était rare que des programmes soient proposés dans plus de deux langues nationales.
La grille des programmes était essentiellement composée de documentaires, de magazines, d'évènements sportifs et de films. Depuis 2009, HD suisse pouvait également diffuser des séries récentes (hors productions SSR).
Le 1er juillet 2011 la SSR annonce la mise hors service de HD Suisse le 31 janvier 2012 pour laisser place à SRF 1 HD, SRF Zwei HD, RTS Un HD, RTS Deux HD, RSI La 1 HD et RSI La 2 HD qui sont transmises en qualité HD dès le 29 février 2012.
Le directeur de la chaîne était Beny Kiser.

## Le programme hebdomadaire
En journée, le programme se composait essentiellement de rediffusions de programmes précédemment diffusés en soirée.
À partir de 2010, la répartition de la grille était modifiée comme suit :
lundi
- Programmes et productions de la RSI (Suisse italienne)

mardi
- Sport ou programmes et productions de la SF et de la TvR (Suisse allemande et romanche)
- Séries

mercredi
- Sport ou programmes et productions de la SF et de la TvR (Suisse allemande et romanche)
- Séries

jeudi
- Programmes et productions de la RTS (Suisse romande)
- Séries

vendredi
- Documentaires internationaux pour toute la famille (pays, voyages, peuples)

samedi
- La journée : Documentaires
- Le soir : Cinéma

dimanche
- La journée : Reprises des programmes et productions des différentes régions linguistiques
- Le soir : Musique / Opéra